# 안드레아 스튜어트 커즌스
안드레아 앨리스 스튜어트 커즌스(Andrea Alice Stewart-Cousins, 1950년 9월 2일, 뉴욕주 뉴욕 ~ )은 미국의 정치인으로 뉴욕주 부지사 권한대행이다.

## 학력
- 페이스 대학교 인문사회 학사
- 페이스 대학교 공공행정학 행정학 석사
- 레만 대학교 공인 교사

## 경력
- 1996 ~ 2007.12 웨스트체스터 카운티 입법부 위원회 제16구 의원
- 2007.01 ~ 제197~대 미국 뉴욕 제35구 상원의원
- 2012.12 ~ 뉴욕 상원 민주당 원내대표
- 2012.12 ~ 2019.01 뉴욕 상원 소수당 대표
- 2019.01 ~ 뉴욕 상원 소수당 대표
- 2021.08 ~ 2021.09 뉴욕 부지사 권한대행
- 2022.04 ~ 2022.05 뉴욕 부지사 권한대행

## 역대 선거 결과
| 선거명      | 직책명                                  | 대수  | 정당   | 득표율  | 득표수    | 결과 | 당락                          |
| ----------- | --------------------------------------- | ----- | ------ | ------- | --------- | ---- | ----------------------------- |
| 1995년 선거 | 위원회 (웨스트체스터 카운티 제16선거구) | -대   | 민주당 | 71.47%  | 3,507표   | 1위  | 웨스트체스터 카운티 의원 당선 |
| 1997년 선거 | 위원회 (웨스트체스터 카운티 제16선거구) | -대   | 민주당 | 81.37%  | 4,442표   | 1위  | 웨스트체스터 카운티 의원 당선 |
| 1999년 선거 | 위원회 (웨스트체스터 카운티 제16선거구) | -대   | 민주당 | 75.11%  | 3,054표   | 1위  | 웨스트체스터 카운티 의원 당선 |
| 2001년 선거 | 위원회 (웨스트체스터 카운티 제16선거구) | -대   | 민주당 | 100.00% | 4,700표   | 1위  | 웨스트체스터 카운티 의원 당선 |
| 2003년 선거 | 위원회 (웨스트체스터 카운티 제16선거구) | -대   | 민주당 | 66.21%  | 5,597표   | 1위  | 웨스트체스터 카운티 의원 당선 |
| 2004년 선거 | 상원의원 (뉴욕 제35부)                  | 196대 | 민주당 | 49.99%  | 57,055표  | 2위  | 낙선                          |
| 2005년 선거 | 위원회 (웨스트체스터 카운티 제16선거구) | -대   | 민주당 | 73.40%  | 5,631표   | 1위  | 웨스트체스터 카운티 의원 당선 |
| 2006년 선거 | 상원의원 (뉴욕 제35부)                  | 197대 | 민주당 | 51.13%  | 43,241표  | 1위  | 뉴욕 주의원 당선              |
| 2008년 선거 | 상원의원 (뉴욕 제35부)                  | 198대 | 민주당 | 61.70%  | 70,811표  | 1위  | 뉴욕 주의원 당선              |
| 2010년 선거 | 상원의원 (뉴욕 제35부)                  | 199대 | 민주당 | 55.63%  | 42,982표  | 1위  | 뉴욕 주의원 당선              |
| 2012년 선거 | 상원의원 (뉴욕 제35부)                  | 200대 | 민주당 | 99.54%  | 84,180표  | 1위  | 뉴욕 주의원 당선              |
| 2014년 선거 | 상원의원 (뉴욕 제35부)                  | 201대 | 민주당 | 73.46%  | 43,862표  | 1위  | 뉴욕 주의원 당선              |
| 2016년 선거 | 상원의원 (뉴욕 제35부)                  | 202대 | 민주당 | 99.54%  | 94,864표  | 1위  | 뉴욕 주의원 당선              |
| 2018년 선거 | 상원의원 (뉴욕 제35부)                  | 203대 | 민주당 | 99.41%  | 80,074표  | 1위  | 뉴욕 주의원 당선              |
| 2020년 선거 | 상원의원 (뉴욕 제35부)                  | 204대 | 민주당 | 99.56%  | 103,839표 | 1위  | 뉴욕 주의원 당선              |
| 2022년 선거 | 상원의원 (뉴욕 제35부)                  | 205대 | 민주당 | 64.78%  | 56,220표  | 1위  | 뉴욕 주의원 당선              |
| 2024년 선거 | 상원의원 (뉴욕 제35부)                  | 206대 | 민주당 | 66.14%  | 81,254표  | 1위  | 뉴욕 주의원 당선              |